# Agromyza kiefferi
Agromyza kiefferi är en tvåvingeart som beskrevs av Tavares 1901. Agromyza kiefferi ingår i släktet Agromyza och familjen minerarflugor.
Artens utbredningsområde är Portugal. Inga underarter finns listade i Catalogue of Life.